# Dichostates rougeoti
Dichostates rougeoti là một loài bọ cánh cứng trong họ Cerambycidae.